# قلاب کامی

قلاب کامی در دو حرف میانی استفاده شده‌است.

قلاب کامی نمادی است به شکل ( ̡) که در گذشته در الفبای آوانگاری بین‌المللی برای نشان‌دادن همخوان کامی به کار می‌رفت. این قلاب کوچک در سوی راست پایین الفبای لاتین با سری رو به چپ می‌نشست. از ۱۹۸۹ میلادی استفاده از قلاب کامی کنار گذاشته شده‌است.